# 俯冲轰炸机

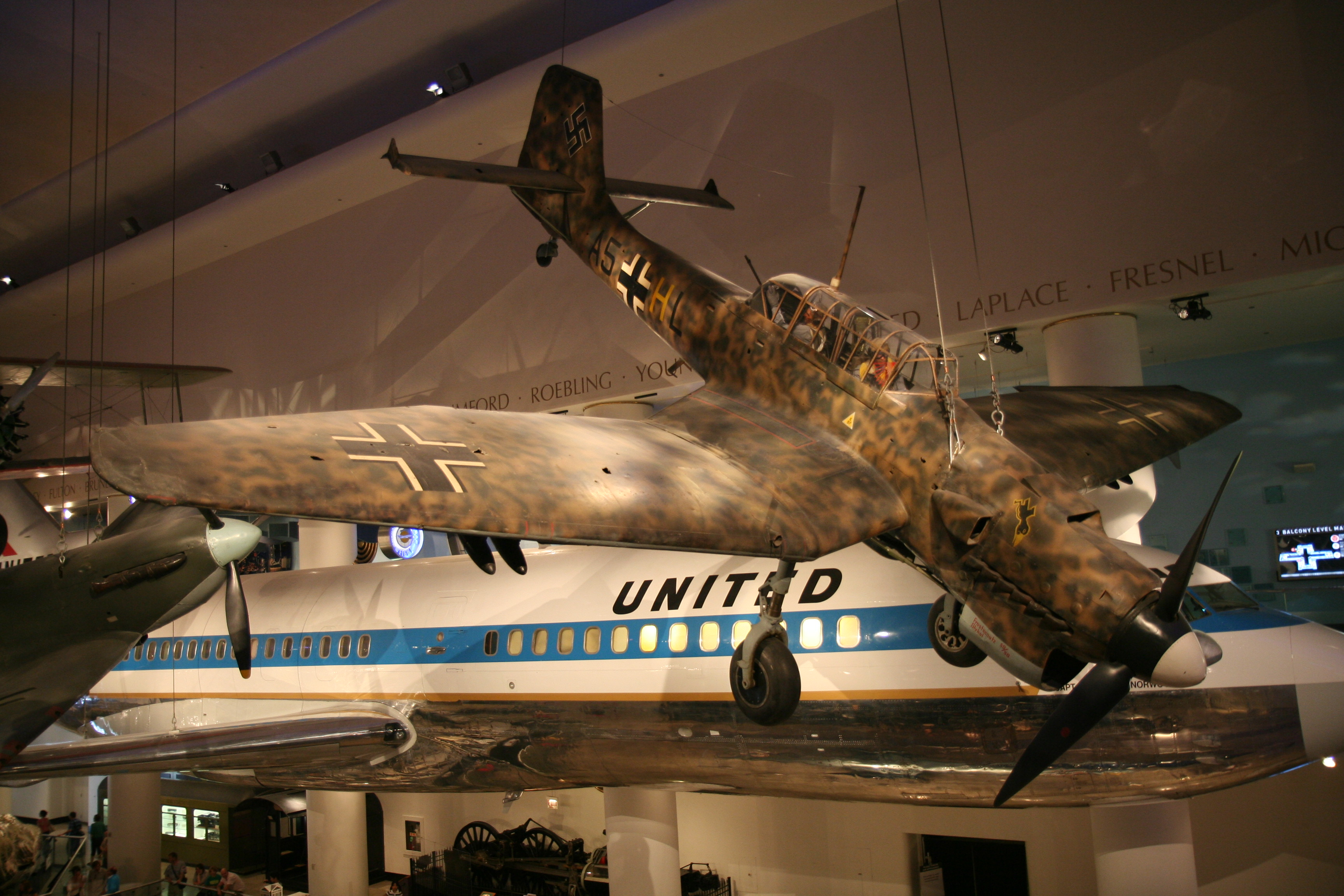
最典型的俯衝轟炸機是圖中德國空軍的Ju 87斯圖卡

俯冲轰炸机（英語：Dive bomber），屬於轟炸機的一种，是以高速俯冲方式精確攻击敌人的地面或水上目标的軍用航空器，活跃于第二次世界大战中。由于载弹量较小，主要用于戰術轟炸，但亦可用于戰略轟炸。相较于同时期的（第二次世界大戰）水平轰炸机，俯冲轰炸机的优势在于投弹命中率高，效率也要高出很多。

## 设计概念

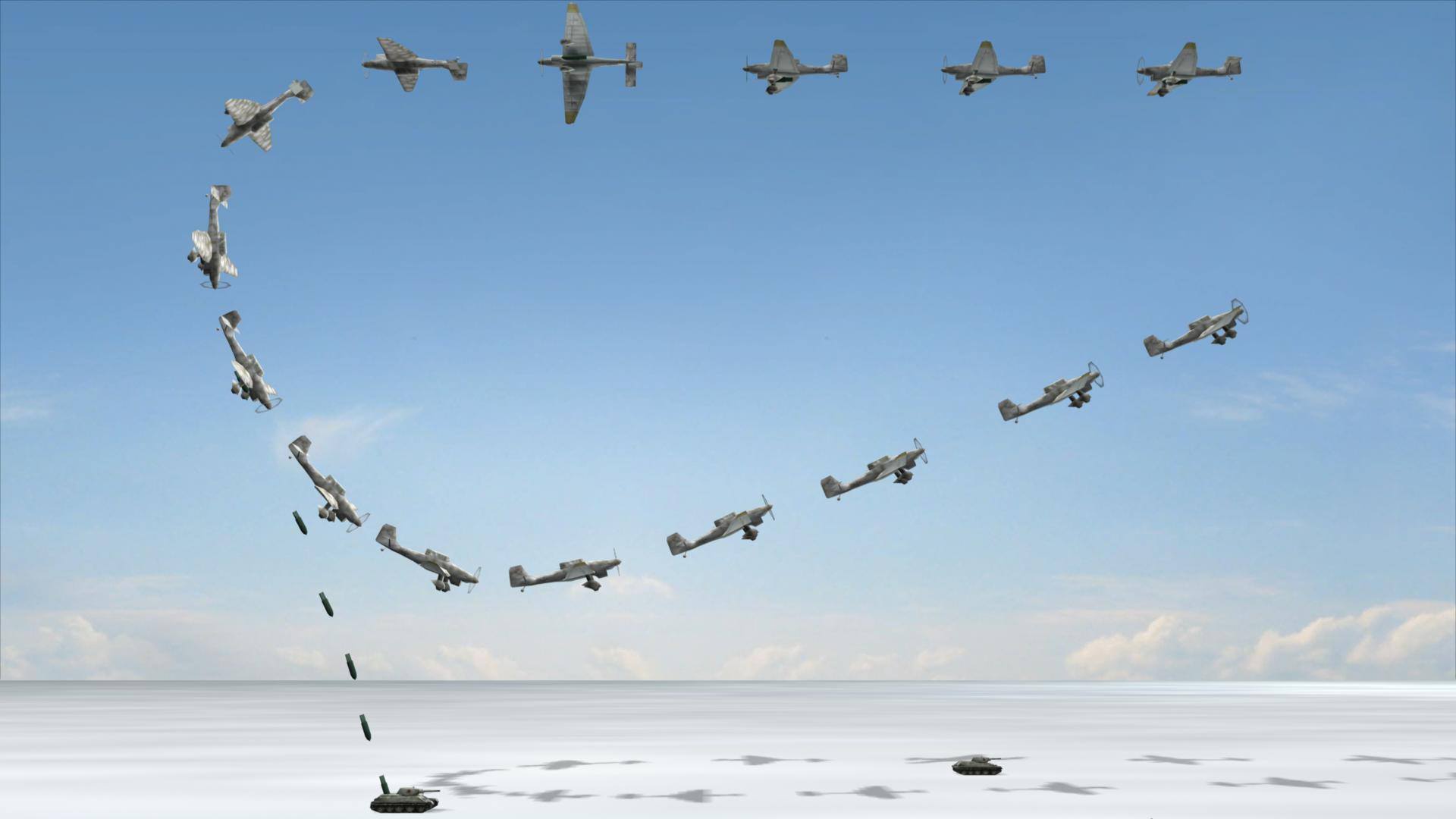
Ju 87正俯衝投彈去炸毀T34坦克

俯冲轰炸机在攻击敌方目标时，会以与地面超过45度角的方式高速向目标俯冲，在距目标很近的距离上拉起飞机同时投弹。这种投弹方式的优点是，可以在保证投弹速度的情况下尽可能提高命中率。由于投弹高度低，其命中率较水平轰炸机提高了许多倍。此外，俯冲轰炸机亦无须安装复杂的瞄准系统或雷达。俯冲轰炸机在其顶峰时期被广泛应用于对重要目标，尤其是小面积或移动中的目标的攻击，以充分发挥其投弹准确度高的优势。
然而其优势也是有代价的。俯冲轰炸机为了实现高速俯冲的战术方式，气动结构的设计与其它飞机有所不同，在一定程度上会影响其飞行速度和飞航性能。而且由于其机体小，载弹量和航程也远不及戰略轰炸机。此外，由于俯冲轰炸机需要垂直俯冲至目標極近距離，因此极易遭到地面防空火力，如高炮的攻击。多数俯冲轰炸机都配备有减速板，可以在俯冲时产生阻力，将速度保持在250节左右以保证投弹的准确性。

## 历史

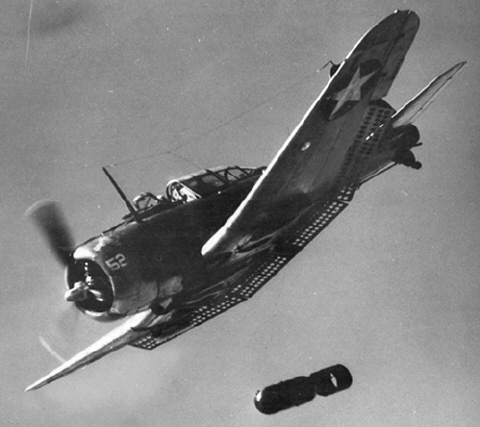
美國海軍的SBD无畏式俯冲轰炸机。机翼后的减速板清晰可见。

俯冲轰炸战术起源于第一次世界大战中，由英国皇家空军最先开创。但早期的轰炸机由于结构脆弱，因而无法承受高速俯冲及拉起所产生的冲击力。直到1930年代，随着飞机技术的发展，俯冲轰炸战术越来越受重视，尤其是其对小型目标的攻击能力。在美国，海军于1925年采购了第一种定制的俯冲轰炸机——科蒂斯F8C猎鹰式攻击机。
海军一般较陸军更青睐俯冲轰炸机。陸军轰炸机由于在陆地上起降，基本不受尺寸和重量限制，因此其指挥官一般采用大规模水平轰炸的策略。而对于海军来说，能在航空母舰上起降的飞机尺寸和重量有限，海军需要将有限的弹药精确地送至目标上空，而非大规模的密集式轰炸。

### 第二次世界大战
在二战的欧洲战场，德国是俯冲轰炸机的主要使用者。德国俯冲轰炸机的主要任务是为其装甲部队和步兵提供近距离火力支援，代表机种为Ju-87斯图卡俯冲轰炸机。斯图卡式轰炸机的机体非常坚固，可以以90度角向下俯冲，在闪击战中发挥了极其重要的作用。相比之下，作为俯冲轰炸战术的发明者，英国所制造的俯冲轰炸机却逊色了许多。战争中皇家空军和海军仅生产了约200架贼鸥式俯冲轰炸机，表现亦不如人意。
在太平洋战场，日本和美国也制造了大量俯冲轰炸机，主要参加反舰作战。日本在战争初期拥有当时世界上先进的俯冲轰炸机，代表机种为九九式艦上轟炸機，在珍珠港事件以及随后的其他一些行动中表现良好。但随着战争後期日本航空工业技術發展遲緩，其优势也被美国超过。美国俯冲轰炸机在战争后期消灭日本联合舰队剩余力量的战斗中发挥了重要的作用，如SBD无畏式俯冲轰炸机及科蒂斯SB2C地狱俯冲者式俯冲轰炸机。
二戰後期一些大馬力的戰鬥機開始可以執行俯衝轟炸的工作，由於戰鬥機具備較轟炸機更好的機動力，能在投彈完成之後繼續執行其他作戰任務或是更有效地保護自身安然撤退，逐漸替代了專職的俯衝轟炸機。二战后俯冲轰炸机的作用逐渐减弱。地面防空武器及战斗机的快速发展迅速使俯冲轰炸战术開始無法適應新戰場。各种精确的瞄准系统及投弹雷达的发展也很大程度上增强了水平轰炸的投弹精度，以往需要進行俯冲轰炸加強命中率的需求逐漸消失，而俯衝轟炸機的無法應付各種新式武器的問題使其喪失了在轰炸战术中的地位。今日，虽然多数轰炸机在攻击敌方目标前仍会进行小角度的俯冲，但专职的俯冲轰炸机已彻底地走入了历史。

## 主要俯衝轟炸機
- SBD無畏式俯衝轟炸機
- SBC俯衝轟炸機
- SB2C俯衝轟炸機
- 霍克II戰鬥機
- Ju 87俯衝轟炸機
- He 118俯衝轟炸機
- Hs 123俯衝轟炸機
- D1A俯衝轟炸機
- 九七式輕轟炸機
- 九八式輕轟炸機
- 九九式攻擊機
- 九九式艦上轟炸機
- 彗星艦上轟炸機
- 流星艦上攻擊機
- 銀河轟炸機
- 賊鷗式俯衝轟炸機
- A-12攻擊機
- A-16攻擊機
- A-17攻擊機
- A-36俯衝轟炸機
- Pe-2轟炸機